# Holmstrup (przystanek kolejowy)
Holmstrup (duński: Holmstrup Station) – przystanek kolejowy w Holmstrup, w gminie Odense, w regionie Dania Południowa, w Danii. Jest obsługiwany i zarządzany przez Danske Statsbaner.